# Хара (река, впадает в Эльтон)
Хара (устар. Хара-Зуха) — солёная река в Палласовском районе Волгоградской области. Впадает в озеро Эльтон.
Длина реки — 41 км. Протекает по безлесной равнинной сухостепи на краю Прикаспийской низменности.
Берёт начало в балках в урочище Овражки в 34 км к северо-западу от озера Эльтон и в 17 км к северо-востоку от озера Булухта. Течёт по балке на юго-восток, впадает в Эльтон с севера.
Берега реки крутые, с обрывами высотой до 8 м. Вода реки хлоридно-сульфатно-нитриево-магниевая с минерализацией от 7 до 24 г/л, питание в основном за счёт солёных источников.
Сток реки и притоков зарегулирован. Основные притоки: балки Сайгачья (пр), Худушная и Лисья (лв).
Среднее и нижнее течение проходит в границах природного парка «Эльтонский». В бассейне реки расположен посёлок Путь Ильича.